# ماتریس مثلثی
ماتریس مثلثی گونه خاصی از ماتریس مربعی است. ماتریسی که کلیه اعضای زیر قطر اصلی آن صفر باشد را ماتریس بالا مثلثی و ماتریسی که کلیه اعضای بالای قطر اصلی آن صفر باشد را ماتریس پایین مثلثی گویند. از ویژگی های منحصربه‌فرد این نوع ماتریس این است که برای محاسبه دترمینان آن کافیست اعضای قطر اصلی را در هم ضرب کنیم، در نتیجه مثلثی کردن ماتریس یکی از روش های سریع تر برای دترمینان گرفتن از ماتریس های بزرگ است. همچنین ماتریس قطری به طور همزمان بالا مثلی و پایین مثلثی است.
در زیر شکل کلی ماتریس های مثلثی بیان شده است.
- ماتریس پایین مثلثی:

{\displaystyle L={\begin{bmatrix}l_{1,1}&&&&0\\l_{2,1}&l_{2,2}&&&\\l_{3,1}&l_{3,2}&\ddots &&\\\vdots &\vdots &\ddots &\ddots &\\l_{n,1}&l_{n,2}&\ldots &l_{n,n-1}&l_{n,n}\end{bmatrix}}}
- ماتریس بالا مثلثی:

{\displaystyle U={\begin{bmatrix}u_{1,1}&u_{1,2}&u_{1,3}&\ldots &u_{1,n}\\&u_{2,2}&u_{2,3}&\ldots &u_{2,n}\\&&\ddots &\ddots &\vdots \\&&&\ddots &u_{n-1,n}\\0&&&&u_{n,n}\end{bmatrix}}}